# Projeto de aprendizagem
O Projeto de Aprendizagem é uma pedagogia construtiva, que possui o propósito de promover conhecimento profundo sobre determinado assunto por meio de exercícios, para envolver os alunos com questões e conflitos reais e relevantes em suas vidas.
Quando o aluno tem algo a oferecer, este conhecimento prévio pode, e deve, interagir com o desconhecido, e assim apropriar-se dos conhecimentos específicos referentes ao projeto.

## O que é
"Um projeto para aprender vai ser gerado pelos conflitos, pelas perturbações nesse sistema de significações, que constituem o conhecimento particular do aprendiz". (Léa Fagundes, Aprendizes do Futuro)
Nos projetos de aprendizagem, as dúvidas e interesses dos alunos irão definir o próprio projeto, pois haverá por parte deles o interesse em resolver as suas dúvidas.
Definido por Hernández (1998) como "Projetos de Trabalho", os projetos de aprendizagem dão uma maior oportunidade de interação entre professor e aluno, visto que constrói um universo de ações diversificadas que permitem a participação ativa. Ao longo do trabalho em projetos, o professor desempenha o papel de mediador. Nesse sentido, sua postura de detentor único do conhecimento deixa de existir. 

## Propósito
A aprendizagem através da realização de projetos é desenhada para ser usada sobre questões complexas que exijam investigação por parte dos alunos para serem entendidas. Não parece ser válido o recurso a projetos de aprendizagem sobre informação fatual ou enciclopédica. Por exemplo, os alunos podem ser solicitados a monitorizar a qualidade da água de um rio, para aprender sobre as questões ambientais que o afetam.
O Projeto de Aprendizagem introduz novas formas de ensinar e aprender, além de mudar paradigmas antigos na forma sequencial de apresentação dos conteúdos, na classificação dos alunos por séries, fatos estes que serão totalmente eliminados no decorrer do processo, principalmente no que diz respeito às nossas atitudes face ao conhecimento, fazendo com que através das inúmeras possibilidades de aquisição de conhecimento (pela temática) possa tornar possível a aquisição/construção do verdadeiro saber, a todos os envolvidos neste processo.
Dessa forma, é possível que o aprendiz desenvolva competências sobre qualquer temática, utilizando diferentes estratégias de ensino, de modo a que a sua própria forma de aprender evolua ao longo do desenvolvimento do projeto de aprendizagem.

## Estrutura
O foco principal são as atividades de aula que incentivam a aprendizagem a longo prazo, interdisciplinar e centrada no aluno. Esta forma de aproximação é habitualmente menos estruturada do que as atividades tradicionais, centradas no professor, deste modo, numa aula em que são utilizados projetos, os alunos precisam frequentemente organizar o seu próprio trabalho e gerir o seu tempo. Esta estrutura prevê que os alunos colaborem entre si e trabalhem juntos para adquirir conhecimento. A aprendizagem através de projetos também difere de outros métodos porque se foca no trabalho colaborativo e tem por base a utilização dos recursos disponíveis para que alunos possam dar a sua contribuição, aprendendo.

## Metodologia
Os projetos de aprendizagem são desenvolvidos em etapas sistemáticas. Cada uma delas produz conteúdos para serem utilizados na próxima, de modo que todas as etapas estejam interligadas.
A primeira etapa é a de identificação do problema. É necessário que os alunos possam expressar as suas questões livremente, sem que se preocupem em ser julgados ou inibidos de alguma forma. É a fase onde o aluno expõe problemas que, de certa forma, o colocam no caminho da solução.
A segunda etapa é a identificação da relevância das questões levantadas na fase anterior. Para tal, é necessário que haja uma forma de os alunos avaliarem os seus interesses nas questões levantadas, e para isto é necessária uma votação. Durante esta etapa, o professor poderá identificar as questões mais relevantes (votadas) e ir fechando as votações. À medida que houver a visibilidade de quais as questões já foram escolhidas, o professor poderá optar por trabalhar com várias questões para investigação, de modo a que possa abranger todos os alunos e interesses.
Assim que as questões para investigação são criadas, dentro do espaço do projeto de aprendizagem, os alunos abordam a sua questão escolhida, tendo acesso a um novo espaço com os recursos para iniciarem sua participação no projeto.
Ao depararem-se com o problema/questão escolhido, cada aluno precisa de realizar um levantamento sobre o que ele sabe acerca daquele assunto e do que ele não sabe. Esta etapa é o registro de dúvidas e certezas, que é essencial para que se identifique o conhecimento que será validado e construído dentro do projeto.
O próximo passo dentro do projeto é analisar todo o conteúdo levantado, subtrair semelhanças e tratar particularidades. Deste modo, as questões duplicadas são removidas, os erros são corrigidos e seguimos para a etapa de criação de unidades de investigação.
Na fase de criação de unidades de investigação, as dúvidas e certezas sobre temas semelhantes são classificadas em blocos. Isto facilitará a abordagem das mesmas pelos alunos, seguindo a estratégia de "dividir para conquistar". Assim, os alunos integram unidades de investigação para validação das certezas e busca pelas respostas.
Durante a fase de validação e busca pelas respostas, os alunos estarão envolvidos diretamente com informações e artefatos. É uma etapa de grande potencial de construção de conhecimento. Todos os envolvidos numa unidade de investigação comunicam, debatem, escrevem e atualizam informações que validem e respondam às dúvidas e certezas da unidade de investigação. Durante esta etapa, é esperado que surjam novas certezas e novas dúvidas, por isso, a lista de questões é constantemente alterada.
À medida que as unidades de investigação são alimentadas com conteúdos, o professor vai acompanhando os avanços globais e individuais dentro de cada micro etapa, tendo acesso a conteúdos pessoais de cada aluno, como diários e páginas individuais, até conteúdos coletivos como páginas colaborativas.
Quando as unidades de investigação estiverem completas, os alunos formulam uma síntese, que é uma descrição para aquela unidade de investigação respondendo às dúvidas levantadas e validando as certezas. O resultado pode ser um mapa conceitual, uma dissertação, um vídeo ou quaisquer outros formatos que sigam a metodologia desejada pelos professores. Este resumo representa o "fechar" daquela unidade de investigação específica e sintetiza todo o trabalho formulado pelo grupo, sendo depois disponibilizado para visualização pública.
Na próxima etapa, os alunos tem acesso às sínteses formuladas pelos outros grupos de trabalho, e podem contribuir com comentários. Todas as sínteses permanecem disponíveis para os alunos, que assim conseguirão compreender qual a contribuição dos seus colegas para a resolução da questão de investigação, e para o projeto como um todo.
A parte final consiste numa síntese cujo objetivo é ligar todas as unidades de investigação e expor todos os avanços dentro do projeto, respondendo às várias questões de investigação. Nesta fase, todos os alunos possuem o mesmo nível de conhecimento, tanto o construído por eles, como pelos restantes colegas. Após a construção da síntese final, os alunos apresentam os resultados a todos os envolvidos e disponibilizam-nos publicamente (etapa final do projeto de aprendizagem).

## Elementos
Alguns elementos para uma boa experiência com projetos de aprendizagem incluem:
- Questões ou conflitos férteis que sejam originais, reais e relevantes para as vidas dos alunos
- O uso de tecnologia atual (ver Projeto OLPC),
- Ambiente integrado e propício à realização de projetos de aprendizagem, com suporte à ferramentas específicas para tal finalidade
- Aprendizagem deve ser centrada no aluno ou promover que esse faça uso deliberado de sua autonomia
- Colaboração
- Componentes Multidisciplinares
- Trabalho à longo prazo; não é preciso que o projeto seja realizado em períodos de aula, ou apenas em tempo de aula.
- Devem ser orientadas aos resultados, com um estudo, apresentação e ação, como resultado da indagação original

## Tecnologias digitais no auxílio dos Projetos de Aprendizagem
Nos Projetos auxiliados pela Tecnologia Digital a informática dá uma nova dinâmica a este novo modelo de educação. Ela facilita a interação e a participação ativa dos alunos, uma vez que eles podem elaborar seus Projetos em grupos on-line, ou seja, permanentemente conectados. Seus conteúdos, bem como a sua constante atualização é feita instantaneamente e fica disponível para quem desejar acessar tal matéria. O uso de softwares livres, os ambientes virtuais de aprendizagem, como o Moodle, o Açai, o Teleduc,  AProAp, etc., são ferramentas disponíveis neste sentido que possibilitam, facilitam e enriquecem o trabalho de projetos de aprendizagem. Nestes casos a participação é assíncrona, não instantânea.

## Considerações
"Temos encontrado que esta inversão de papéis pode ser muito significativa. Quando o aprendiz é desafiado a questionar, quando ele se perturba e necessita pensar para expressar suas dúvidas, quando lhe é permitido formular questões que tenham significação para ele, emergindo de sua história de vida, de seus interesses, seus valores e condições pessoais, passa a desenvolver a competência para formular e equacionar problemas. Quem consegue formular com clareza um problema, a ser resolvido, começa a aprender a definir as direções de sua atividade." (Léa Fagundes, Aprendizes do Futuro)
Isso nos dá uma nova dimensão de ensino, onde o desejo de aprender, o saber do aluno e o ser humano são levados em conta. O que ainda falta é sabermos nos movimentar nesse novo saber e conseguir auxiliar este aluno a desenvolver sua inteligência e avançar em sua sabedoria.